# アンディ・スターマー
アンディ・スターマー（Andy Sturmer、1965年3月11日 - ）は、アメリカ合衆国のミュージシャン、作曲家、ソングライター、音楽プロデューサー。彼はビートニク・ビーチという音楽バンドの結成メンバーであり、そのバンドはジェリーフィッシュの前身バンドである。

## ジェリーフィッシュ
ジェリーフィッシュは2枚のアルバム『ベリーバトゥン』（1990年）と『こぼれたミルクに泣かないで』（1993年）を発表した。大半のロックグループのドラマーはバンドの後方で座って演奏するが、スターマーはリード・ボーカルを兼ねているだけではなく、バンドの前方で立ってドラムを演奏する特徴をもっていた。ジェリーフィッシュは商業的には大きな成功を収めることができず、メンバー内の対立もあって、1994年に解散した。

## PUFFY
ジェリーフィッシュの解散後、スターマーは日本のポップバンド・PUFFYのプロデューサー兼ソングライターとしての経歴を積むことになった。スターマーが以前からPUFFYのプロデューサー兼ソングライターを務める奥田民生とは友人関係にあり、PUFFYの名付け親となって「ゴッドファーザー」とクレジットされている。
PUFFYは、カートゥーン ネットワークの2003年のテレビアニメ『ティーン・タイタンズ』の主題歌を歌うことになった。当初は番組のプロデューサー・サム・レジスターが提案したもので、総監督のグレン・ムラカミはアンディ・スターマーが曲を書いてプロデューサーを務めていることを知って喜んだ。
1年後にはPUFFYは北米市場で成功し、スターマーは彼女たちのテレビ番組『ハイ!ハイ! パフィー・アミユミ』のコンサルティング・プロデューサーを務めてアニメの主題歌を書いた。その後、スターマーは『Ben 10』や『バットマン:ブレイブ&ボールド』などのカートゥーン ネットワークのアニメのテーマソングを作曲した。また、スターマーはディズニーの『プーさんといっしょ』のテーマソングを作曲している。
スターマーは、PUFFYの2003年のアルバム『NICE.』と2004年のアルバム『59』のプロデュースを担当した。

## サイド・プロジェクト
スターマーは、BLEUの『Redhead』やマンディ・ムーアの『Coverage』、スウィッチフットの『Nothing Is Sound』などのアルバムにバック・ボーカルで参加している。また、グレン・フィリップスの楽曲「Winter Pays For Summer」などのバック・ボーカルも務めている。スターマーはジェリーフィッシュ時代のバンド仲間であるロジャー・ジョセフ・マニング・ジュニアと楽曲「I Don't Believe You」を制作し、この楽曲はリンゴ・スターの1992年のアルバム『タイム・テイクス・タイム』に収録された。
スターマーはケイティ・セガールの1994年のデビュー・ソロ・アルバム『Well...』に参加している。また、スウェーデンのポップ・バンドであるメリーメーカーズの2ndアルバム『Bubblegun』ではドラマーとして参加している。
日本の歌手YUKIが2002年に発表した楽曲「プリズム」の作曲を担当している。
スターマーは1回限りのスーパー・バンドであるL.E.O.に、BLEUやハンソンらと参加した。L.E.O.は、E.L.O.風の楽曲を演奏するプロジェクトである。スターマーはルーニーの2007年のアルバム『Calling the World』にバック・ボーカルで参加している。